# Simon Delestre
Simon Delestre (* 21. Juni 1981 in Metz) ist ein französischer Springreiter und Nationenpreisreiter.

## Privates
Er ist der Sohn des ehemaligen Springreiters Marcel Delestre.

## Werdegang

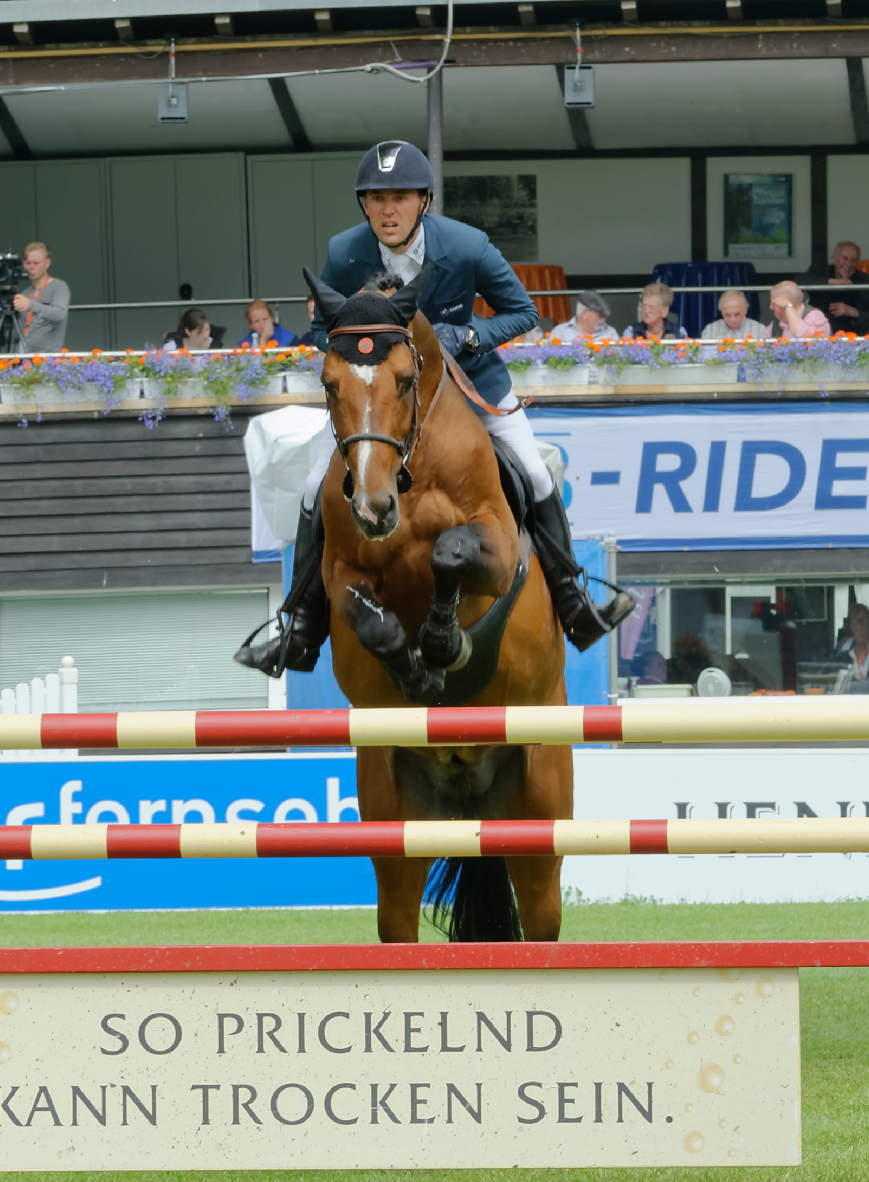
Simon Delestre auf Quidman Denfer in Wiesbaden beim CSIYH* 2015

1999 wurde er französischer Meister der Junioren. Ein Jahr darauf gewann er mit dem Team EM-Gold bei den Jungen Reitern.
Delestre erzielte seit 2009 viele internationale Erfolge in Großen Preisen mit seinen Pferden Mélodie Ardente, Couletto und Napoli du Ry, so zum Beispiel beim CSIO 5* Gijón 2009 Platz 3, CSI 5*-W Mechelen 2010 Platz 3, CSI 5* Brüssel 2010 Platz 2 und beim CSI 5*-W Bordeaux 2011 Platz 2.
Bei den Mittelmeerspielen im Juli 2009 in Italien gewann er im Team mit Julien Gonin, Alexandra Flancart und Olivier Guillon Mannschaftsgold, Equipechef war Thierry Pomel. Auch in der Einzelwertung gelang ihm der Gewinn der Goldmedaille. Im Jahr 2011 war Simon Delestre fester Bestandteil der französischen Mannschaften im FEI Nations Cup.
Bei den Olympischen Sommerspielen 2012 ist er erstmals Teil der französischen Mannschaft bei Olympischen Spielen. Im ersten Umlauf der Mannschaftswertung wurde er zum Pechvogel des Tages. Sein Zügel riss vor dem letzten Hindernis, somit blieb ihm eine fehlerfrei Runde verwehrt. Er schaffte es jedoch im zweiten Versuch trotz kaputtem Zügel, das Schlusshindernis mit seinem Pferd Napoli du Ry zu überwinden. Zwei Jahre später bei den Weltreiterspielen in der Normandie gewann er mit der französischen Equipe die Silbermedaille.
Bei seinen ersten Europameisterschaften in der Altersklasse der „Reiter“, 2015 in Aachen, gewann Delestre mit Ryan des Hayettes die Bronzemedaille im Einzel. Er erreichte mit Qlassic Bois Margot Platz 9 beim Weltcup-Finale 2016 in Göteborg.
2024 gewann er bei den Olympischen Spielen in Paris gewann er mit der Französischen Equipe die Bronzemedaille.

## Erfolge (in Auswahl)
- Olympische Sommerspiele
  - 2012, London: mit Napoli du Ry 12. Platz mit der Mannschaft und 19. Platz in Einzel[2]
  - 2024, Paris: mit Amelusina R 51 3. Rang mit der Mannschaft
- Weltreiterspiele:
  - 2014, Caen: mit Qlassic Bois Margot 2. Platz mit der Mannschaft und 27. Platz in Einzel
- Europameisterschaften:
  - 1997, Moorsele (Junioren): mit Quel Type d'Elle 11. Platz mit der Mannschaft und 34. Platz in Einzel
  - 1999, Münchwilen (Junioren): mit Eddy de Villiers 3. Platz mit der Mannschaft und 22. Platz in Einzel
  - 2000, Hartpury (Junge Reiter): mit Didam de la Ressee 1. Platz mit der Mannschaft und 10. Platz in Einzel
  - 2001, Gijón (Junge Reiter): mit Faraon de la Ressee 1. Platz mit der Mannschaft und 11. Platz in Einzel
  - 2015, Aachen: mit Ryan des Hayettes 5. Platz mit der Mannschaft und 3. Platz in Einzel

- Mittelmeerspiele:
  - 2009, Pescara: mit Melodie Ardente 1. Platz mit der Mannschaft und 1. Platz in Einzel

## Pferde (Auszug)
- Ryan des Hayettes (* 2005), Selle Français-Fuchswallach, Vater: Hugo Gesmeray, Muttervater: Ryon d'Anzex[3]
- Napoli du Ry (* 2001), Oldenburger, Fuchswallach, Vater: Baloubet du Rouet, Besitzer: Simon Delestre, Alain Briere, Daniel Pages
- Couletto (* 2000), Oldenburger, Schimmelhengst, Vater: Couleur Rubin, Besitzer: Daniel Pages
- Valentino Velvet (* 2002), brauner KWPN-Hengst, Vater: Indoctro, Muttervater: Burggraaf, Besitzer: Darier Bertrand
- Whisper (* 2003), braune KWPN-Stute, Vater: Gentleman, Muttervater: Sit This One Out xx, Besitzer: Simon Delestre, Benoit Zimmermann